# Соната для фортепіано № 5 (Бетховен)

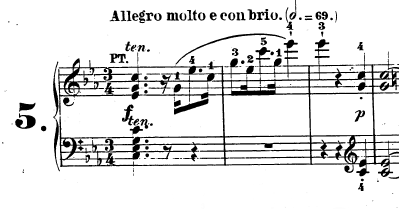
Початок сонати № 5

Соната для фортепіано № 5, до мінор, Л. ван Бетховена, op. 10 № 1, створена в 1796–1797 роках і присвячена графині Анні Маргариті фон Браун.
Складається з трьох частин, Характерним для сонати є відсутність скерцо чи менуету, присутніх в попередніх сонатах Бетховена:
1. Allegro molto e con brio
2. Adagio molto
3. Prestissimo